# مالك جونسون
مالك جونسون (13 أبريل 1998 بتورونتو في كندا - ) هو لاعب كرة قدم كندي في مركز الوسط. شارك مع منتخب كندا تحت 17 سنة لكرة القدم. أما مع النوادي، فقد لعب مع Toronto FC II ‏.

## وصلات خارجية
- مالك جونسون على موقع قاعدة بيانات كرة القدم.إي يو (الإنجليزية)
- مالك جونسون على موقع Soccerway.com (الإنجليزية)